# 50 for 50
50 For 50 è una raccolta del gruppo musicale britannico Jethro Tull, pubblicata il 1º giugno 2018.

## Descrizione
La raccolta è stata pubblicata in occasione del 50º anniversario del gruppo e contiene 50 brani selezionati personalmente da Ian Anderson.

## Tracce
Disco 1
1. Nothing Is Easy
2. Love Story
3. Beggar's Farm
4. Living In The Past
5. A Song For Jeffrey
6. A New Day Yesterday
7. Witch's Promise
8. Mother Goose
9. With You There To Help Me
10. Teacher (US Version)
11. Life Is A Long Song
12. Sweet Dream
13. Aqualung
14. Minstrel In The Gallery
15. Critique Oblique
16. Weathercock
17. Cross Eyed Mary

Disco 2
1. Bouree
2. Dun Ringill
3. Heavy Horses
4. Hunting Girl
5. Bungle In The Jungle
6. Salamander
7. Pussy Willow
8. Too Old To Rock 'N' Roll
9. Songs From The Wood
10. The Whistler
11. Really Don't Mind/See There a Son Is Born
12. Moths
13. One White Duck/0^10 = Nothing At All
14. Cup Of Wonder
15. Ring Out Solstice Bells
16. Skating Away (On The Thin Ice Of The New Day)
17. A Christmas Song

Disco 3
1. One Brown Mouse
2. Rare And Precious Chain
3. Kissing Willie
4. Rocks On The Road
5. Fylingdale Flyer
6. Paparazzi
7. North Sea Oil
8. Steel Monkey
9. Black Sunday
10. European Legacy
11. Budapest
12. Broadsword
13. Dot Com
14. Farm On The Freeway
15. This Is Not Love
16. Locomotive Breath